# Bournemouth East (distrito eleitoral)
O Bournemouth East é um distrito eleitoral representado na Câmara dos Comuns do Reino Unido do Parlamento do Reino Unido. Localizado na parte leste de Bournemouth, no condado de Dorset, elege um membro do Parlamento através do sistema de Escrutínio uninominal maioritário.
Ele elegeu membros parlamentares conservadores desde a sua criação em 1974 (informações de 2008). Atualmente (2008), Tobias Ellwood é um membro do Parlamento para este círculo eleitoral.

## Deputados
- 1974-1977 : John Cordle (Partido Conservador (Reino Unido))
- 1977 - 2005 : David Atkinson (Partido Conservador (Reino Unido))
- 2005 - presente : Tobias Ellwood (Partido Conservador (Reino Unido))[1]